# سبنسر دبليو. كيمبل
سبنسر دبليو. كيمبل (بالإنجليزية: Spencer W. Kimball)‏ هو شخصية أعمال أمريكي، ولد في 28 مارس 1895 في سولت ليك في الولايات المتحدة، وتوفي بنفس المكان في 5 نوفمبر 1985.